# Макс Верстапен
Макс Емилијан Верстапен (хол. Max Emilian Verstappen; 30. септембар 1997) белгијско-холандски је возач који се тренутно такмичи у Формули 1 под холандском заставом за Ред бул. На Великој награди Аустралије 2015. када је имао 17 година и 166 дана, постао је најмлађи возач који се такмичио у Формули 1. Син је бившег возача Формуле 1 Јоса Верстапена и светски шампион Формуле 1 за сезону 2021, 2022, 2023. и 2024.
Након што је сезону 2015. провео у Скудерији Торо Росо, започео је сезону 2016. са италијанским тимом пре него што је промовисан у главни тим Ред бул после четири трке као замена за Данила Квјата. Са 18 година освојио је Велику награду Шпаније 2016. на свом дебију за Ред бул, поставши најмлађи возач икада и први холандски возач који је освојио Велику награду Формуле 1. Победом на Великој награди Абу Дабија 2021. постао је први холандски возач који је освојио светски шампионат у Формули 1. и 34. укупно светски шампион.
До Велике награде Катара 2024. остварио је 63 победе, укључујући прву за возача Хонде од 2006. Завршио је шампионате 2019. и 2020. на трећем месту. Верстапен би требало да остане у Ред Булу до краја сезоне 2028. године након што је потписао продужетак уговора.

## Породица и лични живот
Макс Емилијан Верстапен је рођен 30. септембра 1997. у Хаселту у Белгији и има млађу сестру Викторију. Његова породица има дугу везу са мото спортом. Његов отац Јос Верстапен је бивши холандски возач Формуле 1, његова мајка, Белгијанка, Софи Кумпен, такмичила се у картингу, и његов рођак, Ентони Кумпен, такмичио се у тркама издржљивости и двоструки је шампион НАСКАР Вилен Евро серије и тренутно служи као менаџер тима за ПК Карспорт у Евро серији.
Иако Верстапен има мајку Белгијанку, рођен је у Белгији и живео у Брижу, одлучио је да се такмичи са холандском тркачком лиценцом јер се „осећа више Холанђанином“, проводи више времена са оцем него са мајком због картинг активности и увек је био окружен Холанђанима док је одрастао у Мазеику, белгијском граду на холандској граници. Верстапен је 2015. рекао: "У Белгији сам заправо живео само да бих спавао, али сам током дана отишао у Холандију и тамо имао пријатеље. Одгајан сам као Холанђанин и тако се осећам." Званично је изабрао искључиво холандску националност када је постао пунолетан. Он се такмичио у Формули 1 и пре него што је на свој 18. рођендан добио возачку дозволу. Верстапен живи у Монаку од октобра 2015, тврдећи да то није било из пореских разлога.

## Рана каријера

### Картинг
Верстапен је почео да се бави картингом са четири године. Такмичио се на Мини јуниорском првенству своје матичне покрајине Лимбург (Белгија). 2006. године, Верстапен је дипломирао у класи Ротакс Макс Минимак и освојио првенство Белгије. 2007. године, Верстапен је освојио првенство Холандије у Минимаксу. Тркајући се у ЦРГ картингу који је купио његов отац, Верстапен је освојио првенство Холандије и Белгије у Минимаку, као и првенство Белгије за кадете.
2009. године, Верстапен се придружио тиму Пек рејсинг, ЦРГ тиму купаца. Те године освојио је фламанско првенство у Минимаксу и белгијско првенство КФ5.
2010. године, Верстапен је кренуо у међународни картинг. Њега је ЦРГ потписао да се такмичи у њиховом фабричком тиму на светским и европским првенствима. На Светском купу КФ3, Верстапен је завршио други иза искуснијег Алекса Албона (који ће му на крају постати сувозач у Формули 1 за Ред бул) али га је победио на ВСК Еуро серији и такође освојио ВСК светску серију, победивши Роберта Висуа.
2011. године, Верстапен је освојио ВСК Евро серију у ЦРГ-у на Парила погон. 2012. године, Верстапен је изабран за програм неустрашивих возача који ће се такмичити у класама КФ2 и КЗ 2. Освојио је ВСК Мастер серију у класи КФ2, победивши возача ЦРГ-а Фелиса Тијена. Верстапен је освојио Зимски куп Јужне гарде у класи КФ2, победивши Дениса Олсена и Антонија Фуока.
Крајем 2012. године објављено је да ће Верстапен напустити Интрепид. Након кратког рада са Занарди картинзима направљеним од ЦРГ-а, Верстапен се вратио у фабрички ЦРГ тим. Такмичио се на СКУСА Супер националс у класи КЗ 2 у ЦРГ-у, завршио је на 21. месту. 2013. Верстапен је освојио Европско првенство КФ и КЗ. Са 15 година, Верстапен је освојио светско првенство КЗ 2013. у Варен-сур-Алир, Француска, у КЗ 1, највишој категорији картинга.

### Трке формула

#### Тестирање
Верстапеново прво искуство у тркама аутомобила било је на стази Пембреј 11. октобра 2013. Возио је 160 кругова у болиду Барази-Епсилон ФР2.0–10 Формуле Рено. Аутомобил је обезбедио холандски тим Манор МП моторспорт. Тестирао је за неколико тимова Формуле Рено 2.0 2013. године. У децембру 2013. године, Верстапен је тестирао Даллара Ф311 болид Формуле 3 који води Мотопарк академи. Још један тест Формуле Рено одржан је у децембру на стази Херез. Возећи за Жозеф Кауфман рејсинг, Верстапен је ишао брже од осталих возача као што су Стеин Шоторст и Мет Пери. На стази Рикардо Тормо у близини Валенсије, Верстапен је постигао брже време од искуснијих возача, укључујући Татјану Калдерон и Едија Чевера трећег.

### Флорида винтер серија
Дана 16. јануара 2014. објављено је да ће Верстапен дебитовати у Флорида винтер серији.
Дана 5. фебруара, на другом тркачком викенду, Верстапен је победио у својој првој трци формуле на Палм бич интернешонал рејсвеј-у након што је стартовао са пол позиције.
Верстапен је 19. фебруара победио у својој другој трци на стази Хоместеад–Мајами спидвеј пошто је победио Николаса Латифија за 0,004 секунде.

### Формула три
2014. године, Верстапен је возио на ФИА Европском првенству Формуле 3 за Ван амерсфорт рејсинг. Своју прву сезону ауто трка завршио је трећи, иза шампиона Естебана Окона и другопласираног Тома Бломквиста, победивши у 10 трка у том процесу.

## Каријера у формули 1
Сезона 2015. је његова прва у формули 1. Возио је за Торо Росо а тимски колега му је био Карлос Саинз млађи. У својој првој сезони је успео да освоји више бодова од свог старијег тимског колеге и тиме је постао најмлађи освајач бодова у формули 1 икада. Агресивним начином вожње је привукао пажњу јавности. Иако је имао закључен уговор са Торо Росом за целу 2016. годину, Ред бул је одлучио да већ на петој трци за сезону 2016. (ВН Шпаније) унапреди у свој тим. На тај начин је Данил Квјат изгубио је своје место у Ред булу и враћен је у тим Торо Росо.
Од 5. маја 2016. године, његов тимски колега је био Данијел Рикардо. На ВН Шпаније за сезону 2016, Верстапен је забележио прву победу у својој каријери у формули 1 и тиме постао најмлађи победник и освајач подијума у формули 1 икада. Ова два рекорда Верстапен је успео да забележи већ на својој првој трци за Ред булу, и тиме постао нови носилац тих рекорда, који су се до тог тренутка приписивали Себастијану Фетелу. Верстапен је једини холандски возач који је победио на трци у формули 1.
На Великој награди Абу Дабија 2021. Верстапен је претекао Хамилтона у последњем кругу и победио и свој први шампионат у Формули 1. У последњој трци, Верстапен је заостајао за Хамилтоном све док није позван сигурносни аутомобил због судара у кривини 14 од стране Николаса Латифија. Повлачење сигурносног аутомобила није прошло без контроверзи након што је стигао позив директора трке да се дозволи пролаз само одређеном броју аутомобила, што је изазвало протест Мерцедесовог тима. Верстапен је био у боксу током периода безбедносног аутомобила и користио своје свеже гуме да претекне Хамилтона у 5. кривини последњег круга трке како би обезбедио победу и титулу шампиона у возачима.

## Тркачки рекорди

### Резиме тркачке каријере
| Сезона | Категорија                       | Тим                   | Трке | Победе | Пол | Н. кругови | Подијуми | Поени | Позиција |
| ------ | -------------------------------- | --------------------- | ---- | ------ | --- | ---------- | -------- | ----- | -------- |
| 2014   | Флорида винтер серија            | Н/Д                   | 12   | 2      | 3   | 3          | 5        | Н/Д   | 3.       |
| 2014   | ФИА Европско првенство Формуле 3 | Ван амерсфорт рејсинг | 33   | 10     | 7   | 7          | 16       | 411   | 3.       |
| 2014   | Велика награда Макаа             | Ван амерсфорт рејсинг | 1    | 0      | 0   | 1          | 0        | Н/Д   | 7.       |
| 2014   | Зандворт мастерс                 | Мотопарк              | 1    | 1      | 1   | 0          | 1        | Н/Д   | 1.       |
| 2015   | Формула 1                        | Торо Росо             | 19   | 0      | 0   | 0          | 0        | 49    | 12.      |
| 2016   | Формула 1                        | Торо Росо             | 4    | 0      | 0   | 0          | 0        | 204   | 5.       |
| 2016   | Формула 1                        | Ред бул рејсинг       | 17   | 1      | 0   | 1          | 7        | 204   | 5.       |
| 2017   | Формула 1                        | Ред бул рејсинг       | 20   | 2      | 0   | 1          | 4        | 168   | 6.       |
| 2018   | Формула 1                        | Ред бул рејсинг       | 21   | 2      | 0   | 2          | 11       | 249   | 4.       |
| 2019   | Формула 1                        | Ред бул рејсинг       | 21   | 3      | 2   | 3          | 9        | 278   | 3.       |
| 2020   | Формула 1                        | Ред бул рејсинг       | 17   | 2      | 1   | 3          | 11       | 214   | 3.       |
| 2021   | Формула 1                        | Ред бул рејсинг       | 22   | 10     | 10  | 6          | 18       | 395.5 | 1.       |
| 2022   | Формула 1                        | Ред бул рејсинг       | 22   | 15     | 7   | 5          | 17       | 454   | 1.       |
| 2023   | Формула 1                        | Ред бул рејсинг       | 22   | 19     | 12  | 9          | 21       | 575   | 1.       |
| 2024   | Формула 1                        | Ред бул рејсинг       | 24   |        |     |            |          |       | 1        |
| 2025   | Формула 1                        | Ред бул рејсинг       |      |        |     |            |          |       |          |

### Комплетни резултати Формуле 1
| Година | Тим       | Шасија          | Мотор                 | 1       | 2       | 3        | 4       | 5       | 6        | 7       | 8       | 9       | 10       | 11     | 12      | 13      | 14      | 15      | 16      | 17      | 18      | 19      | 20     | 21     | 22     | Вш  | Поени |
| ------ | --------- | --------------- | --------------------- | ------- | ------- | -------- | ------- | ------- | -------- | ------- | ------- | ------- | -------- | ------ | ------- | ------- | ------- | ------- | ------- | ------- | ------- | ------- | ------ | ------ | ------ | --- | ----- |
| 2014   | Торо Росо | Торо Росо STR9  | РеноФ1‑2014 1.6 V6 t  | АУС     | МАЛ     | БАХ      | КИН     | ШПА     | МОН      | КАН     | АУТ     | ВБР     | НЕМ      | МАЂ    | БЕЛ     | ИТА     | СИН     | ЈАП ТВ  | РУС     | САД ТВ  | БРА ТВ  | АБУ     |        |        |        | –   | –     |
| 2015   | Торо Росо | Торо Росо STR10 | РеноФ1‑2015 1.6 V6 t  | АУС Оду | МАЛ 7.  | КИН 17.† | БАХ Оду | ШПА 11. | МОН Оду  | КАН 15. | АУТ 8.  | ВБР Оду | МАЂ 4.   | БЕЛ 8. | ИТА 12. | СИН 8.  | ЈАП 9.  | РУС 10. | САД 4.  | MEК 9.  | БРА 9.  | АБУ 16. |        |        |        | 12. | 49    |
| 2016   | Торо Росо | Торо Росо STR11 | Ферари 060 1.6 V6 t   | АУС 10. | БАХ 6.  | КИН 8.   | РУС Оду |         |          |         |         |         |          |        |         |         |         |         |         |         |         |         |        |        |        | 5.  | 204   |
| 2016   | Ред бул   | Ред бул RB12    | ТАГ Хоер 1.6 V6 t     |         |         |          |         | ШПА 1.  | МОН Оду  | КАН 4.  | ЕВР 8.  | АУТ 2.  | ВБР 2.   | МАЂ 5. | НЕМ 3.  | БЕЛ 11. | ИТА 7.  | СИН 6.  | МАЛ 2.  | ЈАП 2.  | САД Оду | MEК 4.  | БРА 3. | АБУ 4. |        | 5.  | 204   |
| 2017   | Ред бул   | Ред бул RB13    | ТАГ Хоер 1.6 V6 t     | АУС 5.  | КИН 3.  | БАХ Оду  | РУС 5.  | ШПА Оду | МОН 5.   | КАН Оду | АЗЕ Оду | АУТ Оду | ВБР 4.   | МАЂ 5. | БЕЛ Оду | ИТА 10. | СИН Оду | МАЛ 1.  | ЈАП 2.  | САД 4.  | MEК 1.  | БРА 5.  | АБУ 5. |        |        | 6.  | 168   |
| 2018   | Ред бул   | Ред бул RB14    | ТАГ Хоер 1.6 V6 t     | АУС 6.  | БАХ Оду | КИН 5.   | АЗЕ Оду | ШПА 3.  | МОН 9.   | КАН 3.  | ФРА 2.  | АУТ 1.  | ВБР 15.† | НЕМ 4. | МАЂ Оду | БЕЛ 3.  | ИТА 5.  | СИН 2.  | РУС 5.  | ЈАП 3.  | САД 2.  | MEК 1.  | БРА 2. | АБУ 3. |        | 4.  | 249   |
| 2019   | Ред бул   | Ред бул RB15    | Хонда RA619H 1.6 V6 t | АУС 3.  | БАХ 4.  | КИН 4.   | АЗЕ 4.  | ШПА 3.  | МОН 4.   | КАН 5.  | ФРА 4.  | АУТ 1.  | ВБР 5.   | НЕМ 1. | МАЂ 2.  | БЕЛ Оду | ИТА 8.  | СИН 3.  | РУС 4.  | ЈАП Оду | MEК 6.  | САД 3.  | БРА 1. | АБУ 2. |        | 3.  | 278   |
| 2020   | Ред бул   | Ред бул RB16    | Хонда RA620H 1.6 V6 t | АУТ Оду | ШТА 3.  | МАЂ 2.   | ВБР 2.  | 70Г 1.  | ШПА 2.   | БЕЛ 3.  | ИТА Оду | ТОС Оду | РУС 2.   | АЈФ 2. | ПОР 3.  | ЕМИ Оду | ТУР 6.  | БАХ 2.  | САК Оду | АБУ 1.  |         |         |        |        |        | 3.  | 214   |
| 2021   | Ред бул   | Ред бул RB16B   | Хонда RA621H 1.6 V6 t | БАХ 2.  | ЕМИ 1.  | ПОР 2.   | ШПА 2.  | МОН 1.  | АЗЕ 18.† | ФРА 1   | ШТА 1.  | АУТ 1.  | ВБР Оду  | МАЂ 9. | БЕЛ 1.  | ХОЛ 1.  | ИТА Оду | РУС 2.  | ТУР 2.  | САД 1.  | МЕК 1.  | БРА 2.  | КАТ 2. | САУ 2. | АБУ 1. | 1.  | 395.5 |
| 2022   | Ред бул   | Ред бул RB18    | Ред бул RBPTH001 V6 t | БАХ Оду | САУ 1.  | АУС Оду  | ЕМИ 1.  | МАЈ 1.  | ШПА 1.   | МОН 3.  | АЗЕ 1.  | КАН 1.  | ВБР 7.   | АУТ 2. | ФРА 1.  | МАЂ 1.  | БЕЛ 1.  | ХОЛ 1.  | ИТА 1.  | СИН 7.  | ЈАП     | САД     | МЕК    | БРА    | АБУ    | 1.* | 341*  |
| 2023   | Ред бул   | Ред бул RB19    | Ред бул RBPTH001 V6 t |         |         |          |         |         |          |         |         |         |          |        |         |         |         |         |         |         |         |         |        |        |        |     |       |
| 2024   | Ред бул   | Ред бул RB20    | Ред бул RBPTH001 V6 t |         |         |          |         |         |          |         |         |         |          |        |         |         |         |         |         |         |         |         |        |        |        |     |       |

† Није завршио, али је класификован јер је прешао више од 90% трке.